# 富通讯解决方案
富通讯解决方案（英語：Rich Communication Services，中国大陆又称5G消息或增强信息）是由GSM協會发起的、旨在創建基於IP多媒體子系統（IMS）基礎上进一步丰富运营商通信服務的计划 。
RCS的主要功能包括:
- 強化的電話簿（Enhanced Phonebook）：增加聯絡人資訊例如在線狀態（presence）與服務探索（service discovery）。
- 強化的訊息（Enhanced Messaging）：增加多種的訊息選擇方案，例如聊天室、表情符號、位置分享與檔案分享。
- 豐富化的通話（Enriched Calls）：在通話過程中增加多媒體內容分享，像是影音通話或是螢幕分享等。

## 歷史
富通讯解决方案（RCS）於2007年由某些有意推廣的贊助商所組成團體。 
於2008年2月GSM協會正式的成立專案「home」與建立RCS指導委員會。
指導委員會的工作範疇為定義產出，測試與整合這些應用服務解決方案。3年後，RCS專案發行一個新的技術規範 -  RCS-e（e = ‘enhanced’），其中包含以原本RCS規範中的多樣的相互依存關係的服務。
到目前GSM協會的計畫一樣被稱為Rich Communication Services。
2019年，Google向美国Android用户推出RCS。2023年8月9日，Google Messages应用默认使用RCS。
2020年，Google啟用「Get The Message」網站。呼籲蘋果公司在其產品上加入RCS功能
蘋果公司2023年宣布iPhone將於2024年支持RCS服務。

## RCS 技術規範
RCS將3GPP和開放行動聯盟（OMA）定義的不同服務與RCS結合。 行動電話可以發現並顯示另一部電話的功能和狀態資訊。 RCS復用3GPP指定的IMS核心系統作為底層服務平台，負責認證、授權、註冊、計費和路由等問題。
版本 1 版本號 1.0 (2008年12月15日)
首次定義了透過 RCS 增強型通訊錄 (EAB) 驅動的透過內容共享豐富語音和聊天的定義。
版本 2 版本號 1.0 (2009 年8月31日)
新增了對 RCS 功能的寬頻存取：增強訊息傳遞並實現檔案共用。
版本 3 版本號 1.0 (2010年2月25日)
專注於將寬頻設備作為主要設備。
版本 4 版本號 1.0 (2011年2月14日)
包含對LTE的支援。
版本 5 版本號 1.0 (2012年4月19日)
RCS 5.0 完全向後相容 RCS-e V1.2 規範，還包括 RCS 4 的功能以及 IP 視訊通話、IP 語音通話和地理位置交換等新功能。 RCS5.0同時支援OMA CPM和OMA SIMPLE IM。 RCS 5.0 包括以下功能。
- 獨立訊息傳遞
- 1-2-1 聊天
- 群聊
- 文件傳輸
- 內容分享
- 社會存在訊息
- IP 語音通話（IR92 和 IR.58）
- IP視訊通話（IR.94）
- 地理位置交換
- 基於存在或 SIP 選項的能力交換

版本5.1
5.1 完全向後相容 RCS-e V1.2 和 RCS 5.0 規範。 它引入了其他新功能，例如群聊存儲和轉發、群聊中的文件傳輸、文件傳輸存儲和轉發和盡力語音呼叫，以及 V1.2 互通性測試工作中的經驗教訓和錯誤修復。 RCS 5.1 支援 OMA CPM 和 OMA SIMPLE IM。
版本5.1 1.0 版（2012年8月13日)
版本5.1 2.0 版（2013年3月5日)
版本5.1 3.0 版（2013年9月25日）
版本5.1 4.0 版（2013年11月28日）
版本 5.2 版本號 5.0 (2014年7月5日)
改進了中央訊息存儲並將服務擴展標籤引入規範中。 它還對 RCS 5.1 V4.0 進行了許多漸進式改進和錯誤修復，改善了用戶體驗並解決了在部署的 RCS 網路中註意到的問題
版本 5.3 版本號 6.0 (2015年2月28日)
版本 6.0 版本號 7.0 (2016年3月21日)
支援可視語音郵件等
版本 7.0 版本號 8.0 (2017年6月28日)
支援聊天機器人、簡訊回退功能等
版本 8.0 版本號 9.0 (2018年5月16日).
支援其他聊天機器人功能和 vCard 4.0

## joyn技術規範
GSMA訂了一系列的joyn技術規範，其中的實作方式被RCS技術規範所納入。RCS技術規範經常定義一些實作的選擇方案(options)分別在不同的通訊功能上，結果造成在跨營運商上遇到挑戰需要克服。joyn技術規範著重在更明確的實作方式，可以更容易的處理在跨營運商上遇到的問題。
目前有兩個主要有關係的規範:
- joyn Hot Fixes - 基於RCS 1.2.2技術規範(RCS-e)， 包含1:1 chat, group chat, MSRP檔案分享與視訊分享(在傳統circuit switched通話中)。這些服務已真實地運作在西班牙、法國、德國等國家中。
- joyn Blackbird Drop 1 - 基於RCS 5.1技術規範，延伸joyn Hot Fixes來包含HTTP檔案分享、位置分享、群組檔案分享以及其他的能力，例如群組聊天紀錄與轉傳(group chat store and forward)。joyn Blackbird Drop 1是與joyn Hot Fixes向後相容的。Vodafone西班牙網路已經被joyn Blackbird Drop 1所認證，Telefonica與Orange西班牙也加入了與joyn Blackbird Drop 1客戶端開發廠商的IOT測試。有一定數量的客戶端開發廠商也已被joyn Blackbird Drop 1所認證。

計畫中的2個或多個功能將在未來出現:
- joyn Blackbird Drop 2 - 也是基於RCS 5.1技術規範，主要添加IP語音與視訊通話。joyn Blackbird Drop 2的測項尚未被GSMA揭露。
- joyn Crane - 可在GSMA官方網站中找到

## 营运业者
| 运营商           | 国家       | 开始营运时间            | 註釋                                                     |
| ---------------- | ---------- | ----------------------- | -------------------------------------------------------- |
| Vodafone         | 西班牙     | 2012年                  | 2012年初發起beta版本的RCS，品牌名為joyn。                |
| Movistar         | 西班牙     | 2012年6月               | 品牌名為 joyn.                                           |
| Vodafone         | 德国       | 2012年8月               | 品牌名為joyn. 自2013年11月起為 Message+.                 |
| Orange           | 西班牙     | 2012年11月              | 品牌名為 joyn.                                           |
| MetroPCS         | 美国       | 2012年11月              | 品牌名為 joyn.                                           |
| KT               |            | 2012年12月              | 品牌名為 joyn.                                           |
| LG U+            |            | 2012年12月              | 品牌名為 joyn.                                           |
| SK Telecom       |            | 2012年12月              | 品牌名為 joyn.                                           |
| Deutsche Telekom | 德国       | 2013年2月               | 品牌名為 Message+                                        |
| Telcel           | 墨西哥     | 2013年2月               | 品牌名為 joyn.                                           |
| Claro            | 阿根廷     | 2013年5月               | 品牌名為 joyn.                                           |
| Claro            | 哥伦比亚   | 2013年5月               | 品牌名為 joyn.                                           |
| Claro            | 秘魯       | 2013年5月               | 品牌名為 joyn.                                           |
| Orange           | 法國       | 2013年6月               | 品牌名為 joyn.                                           |
| Claro            | 巴西       | 2013年8月               | 品牌名為 joyn.                                           |
| Claro            |            | 2013年8月               | 品牌名為 joyn.                                           |
| Sprint           | 美国       | 2013年10月              | 被分離應用(separate application)的名義起創               |
| Vodafone         | 阿尔巴尼亚 | 2014年4月               | 品牌名為 Message+.                                       |
| Telekom          | 羅馬尼亞   | 2014年6月               | 品牌名為 joyn.                                           |
| Slovak Telekom   | 斯洛伐克   | 2014年6月               | 品牌名為 joyn.                                           |
| Vodafone         | 英国       | 2014年9月               | 品牌名為 Message+.                                       |
| O2               | 德国       | 2015年                  | 品牌名為 Message+Call.                                   |
| T-Mobile US      | 美国       | 2015年7月               | 品牌名為 Advanced Messaging.                             |
| AT&T             | 美国       | 2015年11月              | 品牌名為 Advanced Messaging and Video Call.              |
| MTS              | 俄羅斯     | 2015年12月              | 品牌名為 MTS Connect.                                    |
| Vodafone         | 葡萄牙     | 999999999999-99-99-0000 | 品牌名為 Message+.                                       |
| Jio              | 印度       | 2016年9月               | 品牌名為 Jio4GVoice.                                     |
| Sprint           | 美国       | 2016年11月              | 品牌名為 RCS.                                            |
| NTT DOCOMO       | 日本       | 2018年5月               | +メッセージ(+Message)                                    |
| KDDI             | 日本       | 2018年5月               | 品牌名為 +メッセージ(+Message)                           |
| SoftBank         | 日本       | 2018年5月               | 品牌名為 +メッセージ(+Message)                           |
| 樂天電信         | 日本       | 2020年1月               | 品牌名為 楽天Link(Rakuten Link)，支持 Wi-Fi Calling 功能 |
| Celcom           | 马来西亚   | 2017年5月               | Universal Profile.                                       |